# Play the Game
Play the Game ist ein Lied der britischen Rockband Queen, das 1980 auf dem Album The Game erschien. Außerdem ist es auf dem Greatest Hits Album der Band enthalten. Geschrieben wurde es von Freddie Mercury.
Mercury schrieb das Lied für seinen ehemaligen Geliebten, nachdem die beiden sich getrennt hatten.

## Verwendung von Synthesizern
Das Lied enthält am Anfang Töne, die mit einem Oberheim OB-X Synthesizer erzeugt wurden. Dies ist deshalb bemerkenswert, da Queen vorher alle Alben ohne Synthesizer aufnahm und dies auch auf die Alben schrieb.
Erst drei Jahre vorher sagte Mercury in einem Interview noch über die Abneigung der Band zu Synthesizern: “We’ve built up a terrible aversion to them, but you never know. To me, [May] always sounds better than a synthesizer.” („Wir haben eine schreckliche Abneigung zu ihnen [Synthesizern] ausgebildet, aber man weiß nie. Für mich klingt [May] immer besser als ein Synthesizer.“)

## Besetzung
- Freddie Mercury: (Hintergrund-) Gesang, Piano, Synthesizer
- Brian May: Gitarre, Hintergrundgesang
- Roger Taylor: Schlagzeug, Hintergrundgesang
- John Deacon: Bassgitarre

## Chartpositionen
| Land               | Höchstposition |
| ------------------ | -------------- |
| Großbritannien     | 14             |
| Deutschland        | 40             |
| Niederlande        | 15             |
| Norwegen           | 6              |
| Schweiz            | 8              |
| Vereinigte Staaten | 42             |

## B-Seite
Die B-Seite der Single enthielt das Stück A Human Body, das nur als Teil der Single veröffentlicht wurde und anders bis zur Veröffentlichung des Albums Singles Collection Volume 2 nicht erhältlich war.